# Júlia Bergmann
Júlia Isabelle Bergmann (Munique, 21 de fevereiro de 2001) é uma jogadora de voleibol teuto-brasileira, medalhista olímpica, que joga como ponteira na Seleção Brasileira de Voleibol Feminino e no time turco Türk Hava Yolları (THY).

## Vida pessoal
Julia Bergmann nasceu e cresceu em Munique, Alemanha e tem dupla cidadania por ser filha de mãe brasileira e pai alemão. Como a família de sua mãe é de Toledo, no Paraná, seus pais decidiram em se mudar para a cidade em 2011. A decisão da mudança foi tomada pelos pais em vistas de "que ela e seu irmão pudessem conhecer outro país com uma cultura diferente, aprender um outro idioma e aprender a se adaptar com pessoas diferentes". Ela é fluente em três idiomas: alemão, português e inglês, além de também entender e se comunicar em francês e o espanhol.
Ela terminou seu ensino médio no Colégio Anglo, como bolsista em Brusque, Santa Catarina. Ambos os pais jogaram voleibol, então ela iniciou no esporte. Depois de dois anos praticando, começou a representar seu município em competições de alto nível. Júlia optou por ir à faculdade nos EUA, especificamente em Georgia Tech, tanto para jogar voleibol como para estudar física.

## Carreira

### Universitário
Júlia jogou na liga universitária americana (NCAA) pela Georgia Tech entre 2019 e 2022 quando se formou.

### Seleção Brasileira
Júlia poderia jogar tanto pelo Brasil quanto pela Alemanha. Ela optou pela Seleção Brasileira ainda na universidade, estreando pela equipe na Liga das Nações de Voleibol Feminino de 2019, conquistando a medalha de prata. Também participou dos Jogos Pan-Americanos de 2019.
Em 17 de julho de 2022, Júlia tornou-se vice-campeã com Brasil após perder a final do Liga das Nações 2022
para a Itália por 3 sets a 0, em Ankara, na Turquia. As parciais da decisão foram ( 25-23, 25-22, 25-22). Em agosto de 2024, Júlia ganha a medalha de bronze nas Olimpíadas de Paris 2024 com o Brasil. 
| Clubes            | De   | Até  |
| ----------------- | ---- | ---- |
| Avotol/Toledo     | 2015 | 2016 |
| Brusque           | 2016 | 2019 |
| Georgia Tech      | 2019 | 2023 |
| Türk Hava Yollari | 2023 | 2024 |

## Prêmios

### Equipes
- Superliga Brasileira de Voleibol Feminino de 2017 - Série B – 3.º lugar, pelo Brusque.
- Taça Prata de 2016-2017 – 1.º lugar, pelo Brusque.
- Campeonato Catarinense de 2017 – 2.º lugar, pelo Brusque.[8]

### Seleção
- Jogos Olímpicos de Paris 2024 - 3.º lugar, pela Seleção Brasileira.
- Liga das Nações de Voleibol Feminino de 2019 - 2.º lugar, pela Seleção Brasileira.
- Liga das Nações de Voleibol Feminino de 2022 - 2.º lugar, pela Seleção Brasileira.
- Liga das Nações de Voleibol Feminino de 2025 - 2.º lugar, pela Seleção Brasileira.

### Esporte universitário
- 2021 AVCA First Team All-American
- 2021 Volleyball Magazine First Team All-American
- 2020 AVCA All-America Honorable Mention
- 2020 All-ACC First Team
- 2019 ACC Freshman of the Year
- 2019 AVCA Regional Freshman of the Year
- 2019 First Team All-ACC
- 2019 ACC All-Freshman Team